# 令和5年の大雪
令和5年の大雪（れいわ5ねんのおおゆき）では、2022年（令和4年）12月中旬から2023年2月下旬にかけて南西諸島を除く日本列島で発生した記録的な雪害について述べる。
2023年（令和5年）1月下旬には中国、近畿地方の平地を中心に短時間に記録的な降雪があり、気温低下による水道管破裂などの被害や、交通・電力などのインフラの麻痺が発生したほか、除雪中の事故などによる多数の死傷者があった。長時間にわたる自動車や列車の立ち往生（スタック）が相次いで発生した。

## 気象状況

### 2022年12月[1]
18日 - 19日
強い寒気が日本列島に流入し、上空1,500メートル付近で－6℃以下の寒気が九州南部まで流れ込み、北海道日本海側から九州北部にかけて広範囲で雪が降り積もり、線状降雪帯（JPCZ）が発生したため、特に東北北部日本海側と新潟県を中心に雪雲が断続的に流れ込み平地でも大雪となった。最深積雪は山形県最上郡大蔵村肘折で232センチと12月1位の積雪を更新した。
22日 - 26日
西まわりで強い寒気が流れ込み、23日には上空1500メートル付近で平地で降水があると雪の目安になるマイナス6℃以下の寒気が九州南部まで流れ込んた。上空5000メートル付近では平地で大雪の目安になるマイナス36℃以下の寒気が北陸付近まで南下し、北海道の日本海側から九州北部にかけて広く雪雲が流れ込み、市街地でも記録的な大雪となり、日本海側のみならず太平洋側にも雪雲が流れ込み、特に四国では記録的な大雪となった。また、これらの大雪により車の立ち往生や停電が発生するなど被害が発生した。12時間降雪量の期間最大値は山形市で39センチで統計開始の1998年以降1位の値を更新したほか、6時間降雪量の期間最大値は高知市で14センチ、徳島市で8センチと、いずれも統計開始以降1位の値を更新した。

### 2023年1月[2]
1日 - 12日
北日本を中心に度々寒気が南下し、3日は北海道の夕張市で午前8時までの12時間に64センチの降雪を記録。10日は札幌や小樽で大雪となった。また、12時間降雪量の日最大値は札幌市小金湯49センチ、小樽市46センチと統計開始以来1位となった。
24日 - 31日
10年に1度の強烈な寒波が襲来し、日本海側は広く雪で積雪が急増し、太平洋側にも雪雲が流れ込んだ。このうち、岡山県は24日に2度にわたり顕著な大雪に関する情報を発表。24時間降雪量は岡山県真庭市蒜山で最大93センチと統計開始以来1位の降雪量となった。太平洋側でも雪が積もり、三重県津市は11センチの積雪となり1月1位の値を更新。JR京都線や新名神高速などで立ち往生が発生。静岡・銚子・東京都心では24日に初雪となり、沖縄県と南西諸島を除くほぼ全地点で初雪を観測した。その後も北日本の日本海側と北陸を中心に雪が強まり、28日は富山県内に顕著な大雪に関する気象情報が発表され、新潟県魚沼市西名（守門）では、10シーズンぶりに積雪3メートル超えとなった。また、北海道陸別町では30日、今季に入って4回目のマイナス30℃以下の極寒となった（3日、5日、23日、30日）。なお、陸別町でマイナス30℃以下の極寒日が年間4回以上となるのは2001年（1月17日、2月4日、2月9日、2月15日）以来、22年ぶりとなった。

### 2023年2月[3]
2日
北海道を中心に寒気と風が強まり、猛吹雪となった所もあり、最大瞬間風速はえりも岬で32.2メートル、羅臼町で29.8メートル、札幌市で24.9メートルを観測した。
10日
数日前から停滞している強い寒気に加え、南岸低気圧が通過。関東甲信は午前中から雪が降り、積雪となったエリアがあった。最深積雪は山梨県甲府市で20センチ、長野県松本市で28センチ、埼玉県さいたま市で5センチ、秩父市19センチ、群馬県前橋市で6センチをそれぞれ観測し、今シーズンで最も深い積雪となった。また、東京都心も朝から昼ごろにかけて雪を観測し、最高気温は3.5℃と今シーズンで最も低い最高気温となったほか、東北南部も昼頃から雪の降り方が強まり、福島県福島市で25センチ、宮城県仙台市で21センチの最深積雪を観測した。
20日 - 21日
再び冬型の気圧配置となり、強い寒気が南下。東北北部と北海道の日本海側を中心に断続的に雪が降り、特に青森県八甲田山系の酸ケ湯では、21日午前11時に全国で今シーズン初めて積雪が4メートルに達した。

## 原因
サハ共和国付近のブロッキング高気圧や熱帯のラニーニャ現象が影響しているとみられ、特に東北日本海側、および北陸、山陰において大雪と低温の要因として、高緯度帯の偏西風と中緯度帯の偏西風がともに日本付近で南に蛇行し、日本付近の上空約5,500メートルにおける−50℃以下の非常に強い寒気が流れ込みやすくなったことが考えられる。寒帯前線ジェット気流の大きな蛇行とともに、北極域に存在していた極渦が分裂して日本の北まで南下し、日本の上空には成層圏から分裂した2つの極渦の内の1つと、その周辺の非常に強い寒気が流入した。この一連の寒気は、2022年12月末から2023年1月末までの平均平均で、北日本の上空約3,000メートルにおいて2020年12月 - 2021年1月期の気温をも凌ぐ極めて低い気温となるなど、主に北東北と北海道の各日本海側を中心にかなり強い寒波、および大雪となった。

## 被害・影響

### 死傷者・建物被害
この大雪で1月28日までに1人の死亡が確認された。また西日本や東日本の太平洋側で家屋や小屋の崩壊、倒木などが多数確認された。

### 交通障害
1月24日の大雪に関しては、JR西日本のJR京都線・琵琶湖線の京都エリアを中心にポイント故障が頻発し15本の列車が立ち往生する事態となり、その後の旅客対応の不手際も相俟って多くの乗客は混雑した車内で一夜を過ごす事態となり、体調不良を訴えた乗客16人が救急搬送された。その後の原因調査で、JR西日本側が体制整備や運行計画の判断を同社が契約する気象予報会社の予報に依存したことで、降雪量の見積もりを誤り融雪器を作動させていなかった事や、早期に対策本部を立ち上げていなかったことで指揮系統が混乱し、十分な旅客対応ができなかった事が明らかにされており、国土交通省は各鉄道会社に対し、大雪予報時に対する運転計画や旅客対応を見直し、再発防止を徹底するよう通達を発している。